# Ashes of the Singularity
Ashes of the Singularity ist ein Echtzeit-Strategiespiel, das von Oxide Games in Zusammenarbeit mit Stardock Entertainment entwickelt und von Stardock veröffentlicht wurde. Das Spiel stellt groß angelegte Kriege zwischen zwei rivalisierenden Fraktionen, der Posthuman Coalition und der Substrate, auf mehreren planetaren Schlachtfeldern dar. Ein bemerkenswertes Merkmal des Spiels ist seine Fähigkeit, tausende von Einheiten gleichzeitig darzustellen, was durch die Nitrous-Engine von Oxide Games ermöglicht wird.
In Ashes of the Singularity steuern die Spieler große Armeen von Robotern, Fahrzeugen und Flugzeugen in groß angelegten Schlachten. Die Spieler sammeln Ressourcen, bauen Basen und produzieren Einheiten, um das Territorium zu erweitern und Gegner zu besiegen. Das Spiel nutzt ein „territoriales Kontrollsystem“, bei dem die Spieler Kontrollpunkte erobern müssen, die Ressourcen generieren. Die Größe der Schlachten und die Komplexität der Strategien sind Schlüsselmerkmale des Spiels, wobei Emphase auf Makro-Management und groß angelegten Strategien gelegt wird.

## Escalation(Add-on)
Ashes of the Singularity: Escalation ist eine Erweiterung zum Basisspiel. Sie fügt dem Hauptspiel eine Vielzahl neuer Funktionen, Einheiten, Gebäude und Karten hinzu und vertieft das Spielerlebnis insgesamt. Escalation bietet Karten, die deutlich größer sind als die im Basisspiel, was zu noch epischeren Schlachten führt. Die Erweiterung führte zahlreiche neue Einheiten und Gebäude für beide Hauptfraktionen ein, wodurch sich die strategischen Möglichkeiten für die Spieler erweiterten. Escalation bietet eine erweiterte und vertiefte Kampagnenerfahrung mit zusätzlichen Missionen und einer fortlaufenden Geschichte, die den Konflikt zwischen der Posthuman Coalition und dem Substrate weiter erforscht. Enthalten sind neue Strategiemechaniken, darunter Orbitalfähigkeiten, die es Spielern ermöglichen, mächtige Angriffe von oben zu entfesseln, und erweiterte Upgrades für Einheiten und Gebäude.

## Rezeption
Ashes of the Singularity erhielt gemischte bis positive Bewertungen. Während das Spiel für seine technischen Errungenschaften und seine groß angelegten Schlachten gelobt wurde, kritisierten einige das Fehlen einer tieferen Story und einiger Feinheiten im Gameplay.

„Hier schlummerte angesichts der herausragenden KI sowie toll inszenierter Massenschlachten Hitpotenzial. Aber lieblose Einheiten, fehlende Vielfalt und weitere Design-Macken dämpfen den Spaß.“

Die Erweiterung Escalation wurde durch die zusätzlichen Funktionen und Verbesserungen positiver aufgenommen.

„Besser als Ashes of the Singularity: Große Schlachten und viel strategische Übersicht stehen schwachen Fraktionen und einer mauen Inszenierung gegenüber.“